# هارون و سكز (مقاطعة فسا)
هارون وسكز (بالفارسية: هارون و سکز) هي قرية تقع في قسم فدشكويه الريفي في إيران. يقدر عدد سكانها بـ 157 نسمة .